# Senegals Socialistiska Parti
Senegals socialistiska parti (Franska: Parti Socialiste du Sénégal) förkortat PS är ett politiskt parti i Senegal. Partiet var det styrande partiet i Senegal från självständigheten 1960 fram till 2000. 
Ousmane Tanor Dieng har varit partiledare sedan 1996. Den mest kände partimedlemmen är poeten och den tidigare presidenten Léopold Sédar Senghor.
PS är medlem i Socialistinternationalen.